# Bret Easton Ellis
Bret Easton Ellis (Los Angeles, 7 maart 1964) is een Amerikaans auteur. Hij groeide op in een welgestelde familie in Californië. Zijn vader mishandelde hem echter. Na lange tijd in New York gewoond te hebben, is hij sinds enige tijd weer inwoner van Los Angeles. Hij wordt gerekend tot de belangrijkste Generation X-schrijvers.
Ellis' boeken hebben vaak een duister thema. Less Than Zero, het boek waarmee hij op 21-jarige leeftijd debuteerde, werd door critici vergeleken met J.D. Salingers The Catcher in the Rye, maar dan voor de MTV-generatie. Ellis noemt zichzelf een moralist, terwijl hij vaak wordt afgeschilderd als een nihilist. Hij schrijft op een zeer eenvoudige en vlakke manier, waarbij hij opvallend veel gebruikmaakt van herhalingen teneinde een bezwerend, hypnotisch effect te bewerkstelligen. 

### Less Than Zero
Less Than Zero (1985, een jaar later in het Nederlands verschenen onder de titel Minder dan niks) is Ellis' debuut. Het boek is geschreven in een periode van zeven weken waarin Ellis voortdurend onder invloed was van speed. Het boek verhaalt over een jongen (Clay) die alles al heeft, behalve iets te verliezen. Het verhaal speelt zich af in scholierenkringen in Los Angeles. Het boek is verfilmd in 1987 onder dezelfde titel met in de hoofdrol Andrew McCarthy als Clay en opvallend is de bijrol van een jonge Robert Downey jr.

### The Rules of Attraction
The Rules of Attraction (1987) Deze opvolger van het debuut Less Than Zero beschrijft de verhalen van drie hoofdrolspelers, die een driehoeksverhouding met elkaar hebben. Een van de hoofdrolspelers is Sean Bateman, de broer van Patrick Bateman. Waar de hoofdpersonen bij Less Than Zero nog scholieren waren, zijn het nu studenten. Daarnaast is ook dit boek verfilmd, onder de naam The Rules of Attraction uit 2002. De hoofdrol wordt vertolkt door de Amerikaan James van der Beek, maar het bekendste gezicht in de film is dat van Jessica Biel.

### American Psycho
American Psycho (1991) is zijn beroemdste en meest controversiële werk. Het verhaal wordt beleefd door de ogen van seriemoordenaar Patrick Bateman, en is in 2000 uitgebracht als film. Indien men verder kijkt dan het geweld in het boek ziet men een eindeloze leegte en een totaal gebrek aan zin van het leven van Bateman (en zijn sociale omgeving) bestaan. Er wordt door Bateman getracht deze leegte op te vullen door het uitgeven van enorme hoeveelheden geld en het begaan van misdrijven. Het boek kan gelezen worden als een zwarte komedie en satire op de yuppie-lifestyle ten tijde van de Reagan-jaren. Het boek wordt in 2000 verfilmd. In hetzelfde jaar 2000 wordt de documentaire This is not an exit uitgebracht. De ondertitel van de documentaire luidt The fictional world of Bret Easton Ellis. De titel is de laatste zin uit American Psycho.

### The Informers
The Informers (1994) is een verhalenbundel. Deze bundel werd veel eerder geschreven dan American Psycho, maar omdat de roman Glamorama zo lang op zich liet wachten, werd besloten om deze verhalenbundel uit te brengen.
De verhalenbundel is verfilmd en is in 2009 in première gegaan.

### Glamorama
Glamorama (1999) beschrijft het verhaal van modellen die lid zijn van een terroristisch netwerk en allerlei terroristische acties verrichten. Hoofdpersoon Victor Ward (in de roman The Rules of Attraction nog Victor Johnson) raakt onbedoeld steeds dieper verstrikt in dit netwerk. Hoe meer het boek vordert, hoe onwerkelijker het wordt. Victor heeft het voortdurend ijskoud, ziet overal confetti, ruikt overal poep en heeft continu een cameraploeg om zich heen (Felix de cameraman). Het is mogelijk dat Ellis hiermee symbolisch verwijst naar de pracht en praal van de glitter en glamour.

### Lunar Park
Lunar Park (2005) beschrijft het (fictieve) leven van Bret Easton Ellis, die na de aanslagen op 11 september 2001 New York inruilt voor een leven in Midland, een rustige buitenwijk.

### Imperial Bedrooms
Imperial Bedrooms (2010) is een vervolg op Less Than Zero, waarin Clay na 25 jaar terugkeert in Los Angeles.  

### Wit
White (2019) is een verzameling van 8 essays over de hedendaagse cultuur.

### Scherven
The Shards (2023) beschrijft het leven van een jonge Bret, die in het laatste jaar van de middelbare school een mysterieuze nieuwe klasgenoot, Robert Mallory genaamd, krijgt. Het boek beschrijft de tragische gebeurtenissen die in dat jaar plaatsvinden.

## Filmografie

### Als scenarioschrijver
- 2008: The Informers, tevens als producent
- 2013: The Canyons, tevens als producent
- 2016: The Curse of Downers Grove
- 2016: The Deleted
- 2020: Smiley Face Killers, tevens als producent